# Cry of the Banshee
Cry of the Banshee (br O Uivo da Bruxa) é um filme britânico de 1970, do gênero horror, dirigido por Gordon Hessler para a American International Pictures, sobre roteiro de Christopher Wicking baseado em história de Tim Kelly.

## Elenco principal
- Vincent Price...Lorde Edward Whitman
- Hilary Heath...Maureen Whitman (nos letreiros, Hilary Dwyer)
- Carl Rigg...Harry Whitman
- Patrick Mower...Roderick
- Essy Persson...Lady Patricia Whitman
- Marshall Jones...Padre Tom
- Elisabeth Bergner...Oona
- Stephan Chase...Sean Whitman
- Sally Geeson...Sarah
- Hugh Griffith...Mickey